# Nœud de pêcheur à la ligne
Le nœud de pêcheur à la ligne, appelé parfois boucle parfaite, nœud magique, nœud d'hameçon ou encore boucle arabesque, est un nœud de boucle directionnel qui peut être réalisé en milieu de corde.

## Intérêt
1. La boucle peut être réalisée en milieu de corde, le nœud constitue alors une alternative au nœud de plein poing.
2. En bout de corde, le nœud constitue une alternative au nœud de chaise.
3. Dissymétrique, le nœud de pêcheur à la ligne est directionnel.

## Réalisation

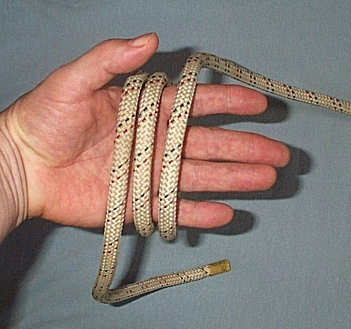
1 - Tourner trois fois la corde autour de la main.
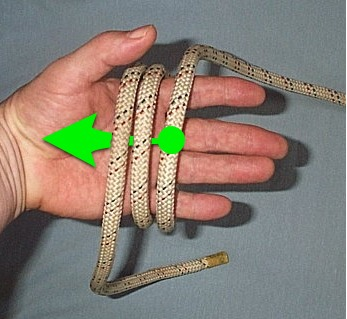
2 - Passer le brin le plus à droite sous les deux autres.

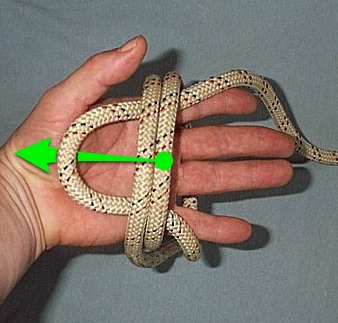
3 - Passer le nouveau brin le plus à droite par-dessus le brin du milieu et par-dessous le brin le plus à gauche.
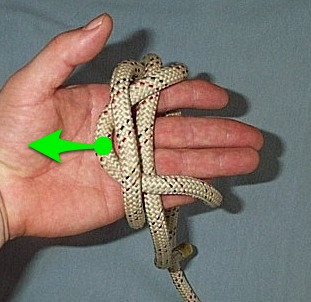
4 - Tirer la boucle et serrer.
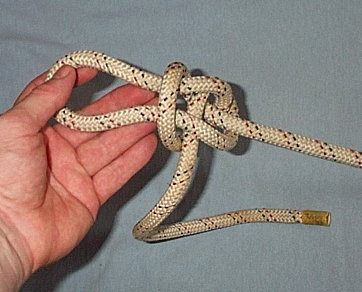
Le nœud terminé.

Le nœud peut être réalisé en partant de gauche à droite. Une fois le nœud terminé, le brin longitudinal est toujours du côté du départ, le brin latéral du côté où la boucle a été construite.
Avec un peu d'entrainement, le nœud peut être réalisé d'une seule main.

## Blocage
Selon la qualité du cordage, il est reproché au nœud de souquer ou, au contraire, de glisser. Dans la marine traditionnelle, il était par exemple peu employé à cause de sa tendance à se bloquer avec les cordes en fibres naturelle. Il est bien adapté en revanche aux anciens cordages de pêche en boyau ou en nylon (d'où son nom) et aux cordes synthétiques.
Dans le cas où le nœud serait susceptible de glisser, ajouter une demi-clé en fin de réalisation, à partir du brin latéral qui entourera la boucle.

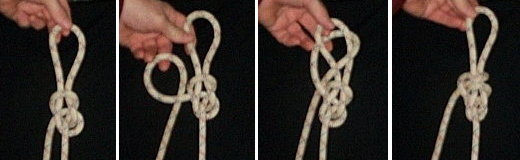
Ajout d'une clé pour prévenir tout glissement.

## Réalisation multi-boucles
Il est possible de réaliser un nœud de pêcheur à la ligne avec deux boucles : en phase 1 de la réalisation normale, ajouter un quatrième tour ; en 3, faire passer ensemble les deux brins les plus à droite.
Après serrage, afin d'éviter tout glissement, il est utile de réaliser une clé avec le brin latéral autour des boucles, comme décrit ci-dessus.

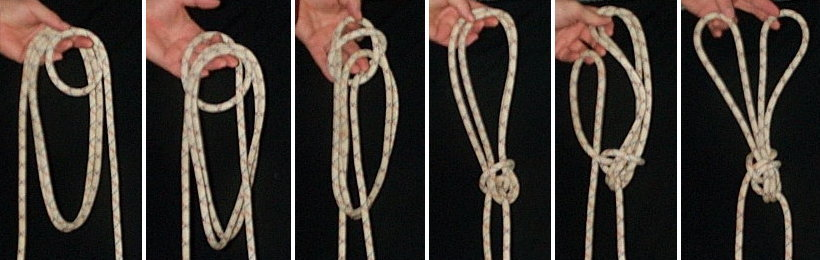
Double boucles et clé. La taille des premiers tours est à la mesure des boucles souhaitées, le dernier tour peut être plus petit. Blocage avec demi-clef en vignette 5.

Pour réaliser une troisième boucle, créer un cinquième tour, et ainsi de suite…

## Réalisation en bout de corde
1. Réaliser un demi-nœud gansé,

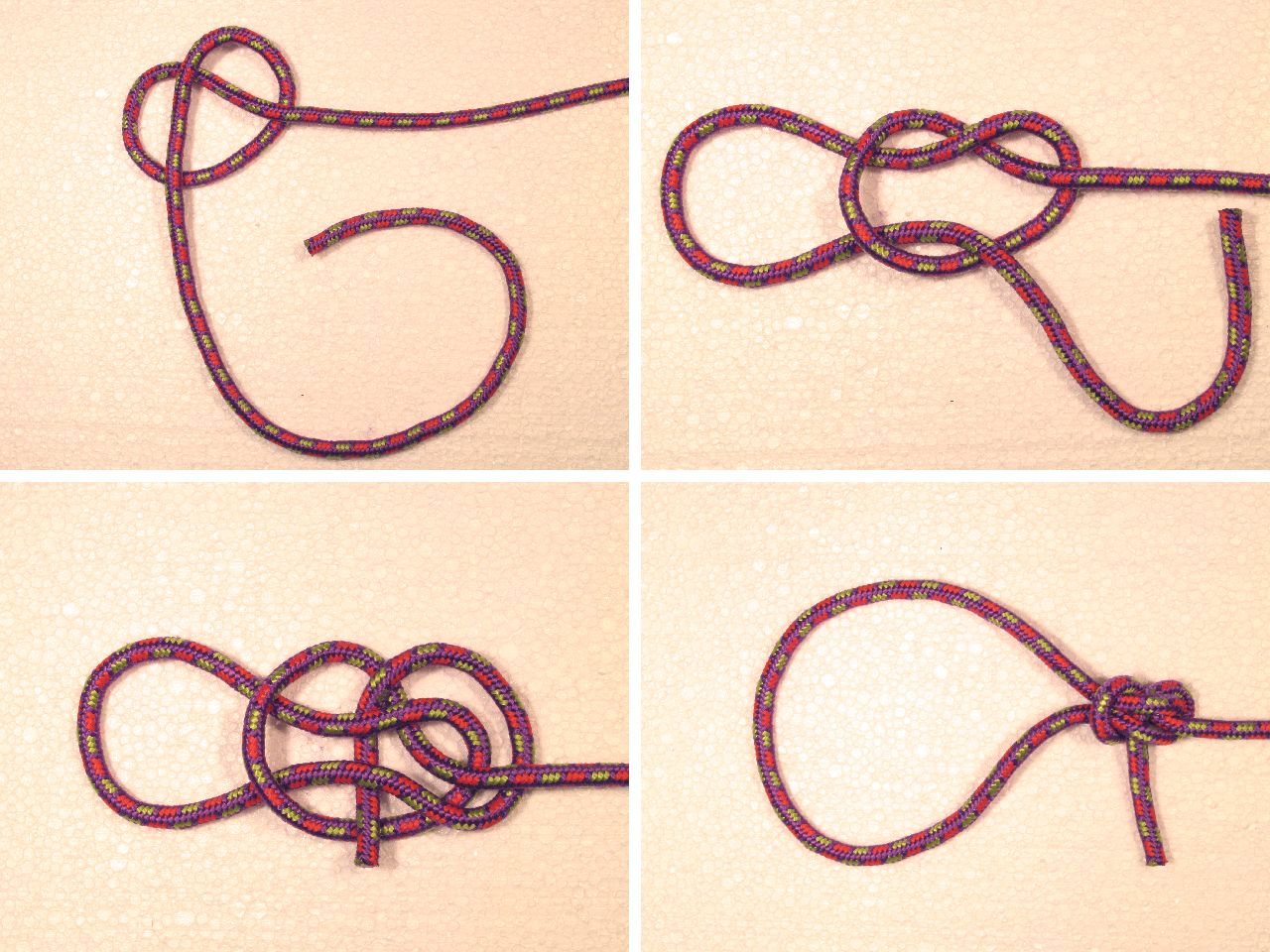
Réalisation en bout de corde. il convient de laisser suffisamment de mou pour réaliser un nœud d'arrêt, ou de coiffer le nœud d'une demi-clé.

2. on obtient un nœud de galère (nœud coulant) sur le dormant ;
3. empêcher le coulissement en tressant une demi clef avec le courant ;
4. Serrer.

## Sécurité
De manière générale et quel que soit le nœud, dès que la sécurité d'une personne est en jeu, il convient de laisser suffisamment de mou pour réaliser un nœud d'arrêt en sécurité.

## Usages
Malgré sa facilité de réalisation et sa faible consommation de corde, le nœud est peu documenté. Il est apprécié par les pêcheurs nord-américains.
Le nœud est efficace sur sandow.